# 第6回シンガポール国際映画祭
第6回シンガポール国際映画祭は、1993年にシンガポールで開催された。

## 受賞結果
- Best Asian Feature Film Category
  - 最優秀賞（Best Film Award）：「暗戀桃花源」（スタン・ライ）
  - 審査員特別賞（Special Jury Award）：「無言の丘」（ワン・トン）
  - 監督賞（Best Director Award）：スタン・ライ （「暗戀桃花源」）
  - 俳優賞（Best Performance Award）：ヤン・クイメイ（「無言の丘」）
  - 国際批評家連盟賞（NETPAC Award）：「暗戀桃花源」（スタン・ライ）
- Best Singapore Short Film Category
  - 審査員特別賞（Special Jury Award）："Ragged"（Nisar & Nazir Husain）
  - 監督賞（Best Director Award）：メン・オン （"Buddha's Garden"）